# Extinction (2018)
Extinction ist ein US-amerikanischer Science-Fiction-Film aus dem Jahr 2018. Regie führte Ben Young, das Drehbuch schrieben Spenser Cohen und Brad Kane. Der Film handelt von einem Vater, der wiederkehrende Visionen über den Tod seiner Familie hat, die während einer außerirdischen Invasion stirbt. Im Film spielen Michael Peña, Lizzy Caplan, Mike Colter, Lilly Aspell, Emma Booth, Israel Broussard und Lex Shrapnel die Hauptrollen. Er wurde am 27. Juli 2018 auf Netflix veröffentlicht.

## Handlung
Der Ingenieur Peter hat wiederkehrende Albträume, in denen er und sein Umfeld bei einer außerirdischen Invasionen ums Leben kommen. Dies führt zu Spannungen mit seiner Frau Alice und seinen Töchtern Hanna und Lucy, die ihn für krank halten. Widerwillig begibt er sich in eine Klinik, um psychiatrische Hilfe in Anspruch zu nehmen. Dort trifft er auf einen Patienten, der ihm offenbart, dass er die gleichen Visionen hat und dass die Psyche diese Visionen nur unterdrücken würde. Die Begegnung veranlasst Peter zu der Annahme, dass seine Visionen von einer bevorstehenden Invasion handeln.
Noch in derselben Nacht, in der die Familie anlässlich Alices Beförderung eine Feier mit anderen Nachbarn veranstaltet, eröffnen angreifende Raumschiffe das Feuer auf die Stadt und verursachen erhebliche Schäden. Peter und Alice verbarrikadieren ihre Wohnung vor anrückenden Bodentruppen. Ein stark gepanzerter außerirdischer Soldat durchbricht die Barrikade und findet Lucy, die sich unter einem Tisch versteckt. Der Soldat hält inne, um das Mädchen zu untersuchen, was Peter und Alice ermöglicht, den Soldaten bewusstlos zu schlagen. Peter, der nun mit der Waffe des Soldaten bewaffnet ist, flieht mit seiner Familie aus dem Haus.
Aufgrund seiner Visionen beschließen Peter und seine Familie, in einer Fabrik, bei der es sich um Peters Arbeitsplatz handelt, Schutz zu suchen. Es gelingt ihm, die biometrische Authentifizierung des Gewehrs zu umgehen und die Soldaten zu töten, die den Ausgang des Wohnhauses bewachen. Sie machen sich auf den Weg zu einem Tunneleingang, um sicher zur Fabrik zu gelangen. Auf dem Weg wird Alice aber durch eine Bombenexplosion verletzt. Kurz darauf taucht der Soldat aus ihrer Wohnung auf, der die Familie mit einem Peilsignal des Gewehrs orten konnte. Der Soldat nimmt seinen Helm ab, wodurch sich zeigt, dass es sich bei diesem um einen Menschen handelt. Peter zwingt den Soldaten, Alice in die Fabrik zu tragen. Dort erklärt sein Vorgesetzter David, dass die Invasion schon seit vielen Jahren erwartet wurde. Ein Arzt untersucht Alice, teilt Peter aber mit, dass er sie nicht retten kann. Als Davids Männer den eindringenden Soldaten abführen, um ihn hinzurichten, schreit er Peter zu, dass er Alice retten könne. Peter erklärt sich bereit, bei dem Soldaten zu bleiben, um Alice zu retten. David evakuiert die Kinder zu einer U-Bahn-Station, wo ein Transportzug auf sie wartet, der sie alle zu einem Stützpunkt außerhalb des Landes bringt.
Der Soldat überrascht Peter, indem er ihm offenbart, dass Alice ein Android ist. Um Alice zu retten, braucht sie eine alternative Energiequelle: Peter selbst. Deshalb schneidet Peter seine eigene Brust mit einem Taschenmesser auf und stellt fest, dass er ebenfalls ein Android ist. Der Soldat schließt ein Kabel zwischen den beiden Androiden an, wodurch Peter ohnmächtig wird und erneut eine Vision erlebt, bei der es sich aber in Wirklichkeit um Erinnerungen an den vergangenen Krieg zwischen Menschen und Androiden handelt; aus Angst, dass sich Androidenarbeiter („Synthetics“) gegen die Menschen erheben könnten, griff das Militär unbewaffnete Synthetics an. Die Synthetics schlugen zurück und vertrieben schließlich alle Menschen von der Erde. Peter und Alice lernten sich während des Krieges kennen und fanden Hanna und Lucy, die ebenfalls Synthetics sind. Um mit den Schuldgefühlen für ihre Taten zurechtzukommen und sich vor der Angst vor Vergeltungsmaßnahmen der Menschen zu schützen, löschten die meisten Synthetics (einschließlich Peter und seiner Familie) ihre Erinnerungen und lebten als Menschen, ohne sich ihrer Natur oder Geschichte bewusst zu sein.
Peter wacht auf und der Soldat Miles erklärt ihm, dass die Menschen seit 50 Jahren auf dem Mars leben. Er hätte erwartet, dass es sich bei den Androiden um Monster und nicht um Familien mit Kindern handelt. Nachdem er einen Blick auf Lucy unter dem Tisch geworfen hatte, beschloss er aber, dass er niemanden töten könne. Peter und Alice trennen sich freundschaftlich von Miles, um ihre Töchter zu finden, während die Menschen das Dach der Fabrik stürmen. Als alle mit dem Zug zur geheimen Basis abfahren, erklärt David, dass er und eine Handvoll anderer Synthetics ihre Erinnerungen behalten haben, um auf die unvermeidliche Rückkehr der Menschen vorbereitet zu sein. Peter hofft abschließend darauf, dass es eines Tages Frieden zwischen Menschen und Synthetiks geben könnte.

## Produktion
Im Dezember 2013 wurde bekannt, dass das von Spenser Cohen geschriebene Drehbuch für Extinction 2013 in die Black List der besten nicht-produzierten Drehbücher des Jahres in Hollywood aufgenommen worden war, über die mehr als 250 Studiomanager abgestimmt hatten. Im Januar 2014 wurde Joe Johnston als Regisseur für den Film engagiert und im September 2016 wurde bekannt, dass James McAvoy als Hauptdarsteller „im Gespräch“ sei.
Im Oktober 2016 übernahm Ben Young die Regie des Films, nachdem Johnston das Projekt kurz zuvor verlassen hatte. Im Januar 2017 wurde bekannt gegeben, dass Michael Peña die Rolle spielen würde, für die McAvoy ursprünglich gedacht war. Im Februar 2017 sicherte sich Universal Pictures die weltweiten Vertriebsrechte am Film, die Hauptproduktion begann April 2017. Im März stießen Lizzy Caplan und Israel Broussard zur Besetzung, während Mike Colter und Lex Shrapnel im April und Emma Booth im Mai hinzukamen.
Extinction wurde am 27. Juli 2018 auf Netflix veröffentlicht. Der Film sollte ursprünglich am 26. Januar 2018 von Universal Pictures in die Kinos kommen, wurde aber aus dem Kinoprogramm gestrichen. Im Februar 2018 wurde bekannt, dass Netflix den Film von Universal erworben hatte.

## Rezeption
Die Kritiken zum Film fielen größtenteils negativ aus. Auf Rotten Tomatoes hat der Film eine Bewertung von 32 %, basierend auf 25 Kritiken und einer durchschnittlichen Bewertung von 4,1/10. Das Fazit der Website lautet: „Extinction hat mehrere faszinierende Ideen, diese gehen aber gemeinsam mit den schauspielerischen Leistungen seiner talentierten Stars in der verworrenen Handlung und dem frustrierenden Tempo des Films unter“. Auf Metacritic hat der Film eine Durchschnittsnote von 40 von 100 Punkten, basierend auf 6 Kritiken.
Jake Nevins vom Guardian gab dem Film 2 von 5 möglichen Sternen und nannte ihn „einen reifen, wenn auch schemenhaften Film“ und schrieb, dass die Schwächen des Films durch eine fehlende Kinoaufführung verstärkt und eigentliche Stärken abgeschwächt wurden. In seiner 1,5/4-Sterne-Kritik für RogerEbert.com schrieb Nick Allen: „Extinction hat eine Schlüssigkeit, die ich respektiere. Es ist eher weniger ein Thrill-Ride, sondern ein Film-Monorail, mit einer Enthüllung am Ende, die die gesamte Reise neu überdenken lässt. Das spricht für seine Effizienz als neuester Vertreter der geistlosen, wenn nicht gar unaufmerksamen Netflix-Filme. Extinction versucht nicht, viel zu sein, aber er ist auch nicht besonders charmant“.